# Megachile niveofasciata
Megachile niveofasciata är en biart som beskrevs av Heinrich Friese 1904. Megachile niveofasciata ingår i släktet tapetserarbin, och familjen buksamlarbin. Inga underarter finns listade i Catalogue of Life.